# Ralph Anthony Riddell
Ralph Anthony Riddell, britanski general, * 1900, † 1979.